# تانيا كاربيلا
تانيا تيليرفو كاربيلا (ولدت في 22 أغسطس 1970) سياسية فنلندية سابقة وحاملة لقب مسابقة ملكة جمال بعدما حصلت على لقب ملكة جمال فنلندا في عام 1991. كانت عضوًا في البرلمان من 1999 إلى 2011 وعملت في حكومة فنلندا كوزيرة للثقافة من 2003 إلى 2007.